# Андерш де ла Моте
Андерш де ла Моте (на шведски: Anders de la Motte) е шведски писател, автор на бестселъри в жанровете трилър и криминален роман, нов глас в скандинавската криминална литература.

## Биография и творчество
Андерш де ла Моте е роден на 1 януари 1971 г. в Билесхолм, Сконе, Швеция. Майка му е библиотекарка в Бюв. След завършване на гимназията се мести в Стокхолм, където преминава обучение по криминално право и превенция в Шведската полицейска академия. Работи в продължение на 5 години като офицер в Специалните части на полицията.
През 2001 г. се мести със семейството си в Лома като директор по сигурността към компанията „UPS“. В периода 2005 – 2012 г. работи като директор по сигурността в „Дел“ в Копенхаген, като отговаря за операциите си в Европа, Близкия Изток и Африка. Придобитият опит и познания в областта му стават основа за работата му като писател. Започва да пише през 2008 г. по препоръка и с подкрепата на съпругата си.
Първият му роман „Играта“ от едноименната криминална поредица е публикуван през 2010 г. Дребният мошеник Хенрик Петершон е въвлечен в игра на онлайн криминални мисии срещу добро заплащане. Но те стават все по-опасни и рисковани и той стига твърде далеч. Изпъстрен с много модерни думи и изрази, използвани от младежта, уличен сленг и връзки с поп-културата на мобилните телефони, той е смес от екшън, хумор и социална критика. Книгата става бестселър и е удостоена с наградата за дебют в криминалния жанр от Шведската академия.
През 2014 г. е публикуван първият роман „Меморандум“ от едноименната екшън поредица. В нея главен герой е ръководителят на специален отдел на полицията Давид Сарак. Той е подпомаган от информатор наречен Янус, но след преживян инсулт, катастрофа и амнезия, всичко трябва да стартира отначало. Вторият роман от поредицата „Ултиматум“ е обявен за най-добър криминален роман на 2015 г. от Шведската академия.
Освен като писател работи като консултант по международна сигурност с избрани клиенти. Андерш де ла Моте живее със семейството си в предградията на Малмьо.

## Произведения

### Серия „Играта“ (The Game Trilogy)
1. Geim (2010)
Играта, изд.: „Сиела“, София (2014), прев. Любомир Гиздов
2. Buzz (2011)
Тръпката, изд.: „Сиела“, София (2015), прев. Любомир Гиздов
3. Bubble (2012)
Измамата, изд.: „Сиела“, София (2015), прев. Любомир Гиздов

### Серия „Меморандум“ (MemoRandom)
1. MemoRandom (2014)
2. UltiMatum (2015)

### Серия „Лео Аскер“ (The Leo Asker Series)
1. Bortbytaren (2022) 
Кралят на планината, изд.: „Емас“, София (2023), прев. Ева Кънева
2. Glasmannen (2023)
Стъкления човек, изд. „Емас“, София (2025), прев. Ева Кънева